# Liste der Wappen im Landkreis Karlsruhe
Diese Liste beinhaltet alle in der Wikipedia gelisteten Wappen des Landkreises Karlsruhe in Baden-Württemberg, inklusive historischer Wappen. Fast alle Städte, Gemeinden und Kreise in Baden-Württemberg führen ein Wappen. Sie sind über die Navigationsleiste am Ende der Seite erreichbar.

## Landkreis Karlsruhe

Wappen des Landkreises Karlsruhe[1]
Der Landkreis Karlsruhe in Baden-Württemberg

## Städtewappen im Landkreis Karlsruhe

Bretten
Bruchsal
Ettlingen
Kraichtal
Oberderdingen
Östringen
Philippsburg
Rheinstetten
Stutensee
Waghäusel

- Bretten[2]
- Bruchsal[3]
- Ettlingen[4]
- Kraichtal[5]
- Oberderdingen[6]
- Östringen[7]
- Philippsburg[8]
- Rheinstetten[9]
- Stutensee[10]
- Waghäusel[11]

## Gemeindewappen im Landkreis Karlsruhe

Bad Schönborn[12]
Dettenheim[13]
Eggenstein-Leopoldshafen[14]
Forst[15]
Gondelsheim[16]
Graben-Neudorf[17]
Hambrücken[18]
Karlsbad[19]
Karlsdorf-Neuthard[20]
Kronau[21]
Kürnbach[22]
Linkenheim-Hochstetten[23]
Malsch[24]
Marxzell[25]
Oberhausen-Rheinhausen[26]
Pfinztal[27]
Sulzfeld[28]
Ubstadt-Weiher[29]
Waldbronn[30]
Walzbachtal[31]
Weingarten (Baden)[32]
Zaisenhausen[33]

## Wappen ehemaliger Städte und Gemeinden

Auerbach[34]
Bad Langenbrücken[35]
Bad Mingolsheim[36]
Bahnbrücken[37]
Bauerbach[38]
Berghausen[39]
Blankenloch[40]
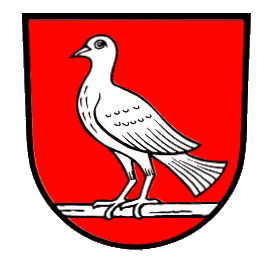
Bruchhausen
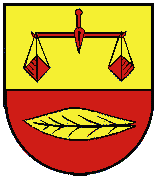
Büchenau
Büchig bei Blankenloch[43]
Büchig bei Bretten[44]
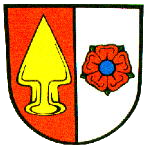
Burbach
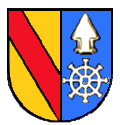
Busenbach
Diedelsheim[47]
Dürrenbüchig[48]
Eggenstein[49]
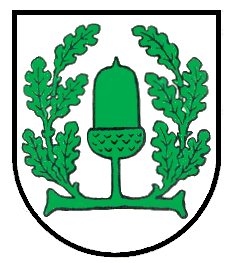
Eichelberg
Ettlingenweier[51]
Etzenrot[52]
Flehingen[53]
Forchheim[54]
Friedrichstal[55]
Gochsheim[56]
Gölshausen[57]
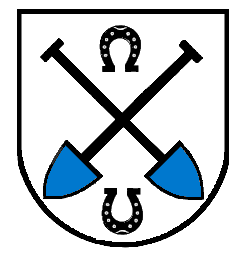
Graben
Heidelsheim[59]
Helmsheim[60]
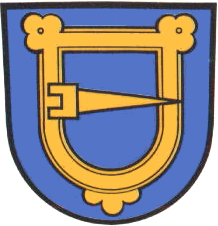
Hochstetten
Huttenheim[62]
Ittersbach[63]
Jöhlingen[64]
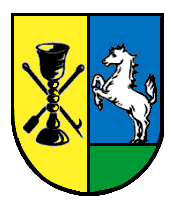
Karlsdorf
Kirrlach[66]
Kleinsteinbach[67]
Landshausen[68]
Langensteinbach[69]
Leopoldshafen[70]
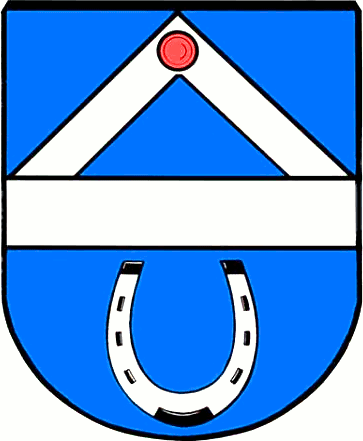
Liedolsheim
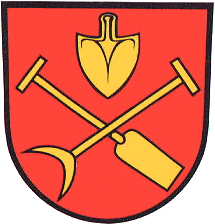
Linkenheim
Menzingen[73]
Mörsch[74]
Münzesheim[75]
Mutschelbach[76]
Neibsheim[77]
Neuburgweier[78]
Neudorf[79]
Neuenbürg[80]
Neureut[81]
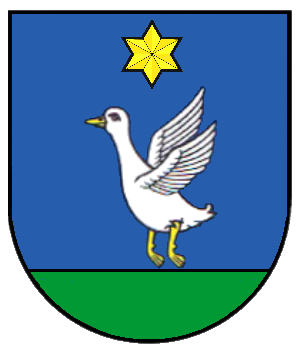
Neuthard
Oberacker[83]
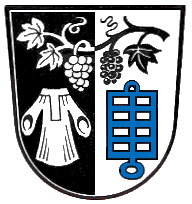
Oberderdingen
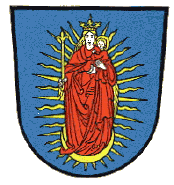
Obergrombach
Obermutschelbach[86]
Oberöwisheim[87]
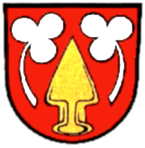
Oberweier
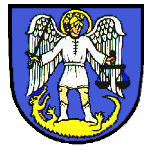
Odenheim
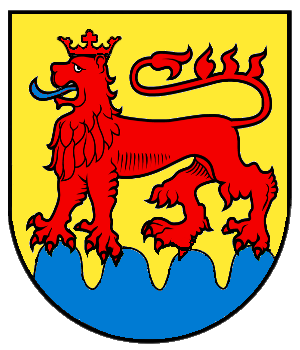
Pfaffenrot
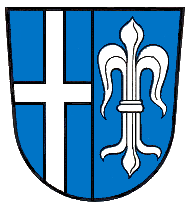
Philipsburg (alt)
Reichenbach[92]
Rheinhausen[93]
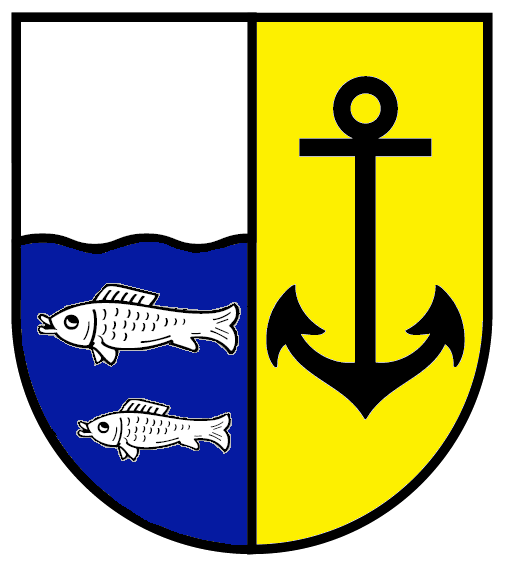
Rheinsheim
Rinklingen[95]
Ruit[96]
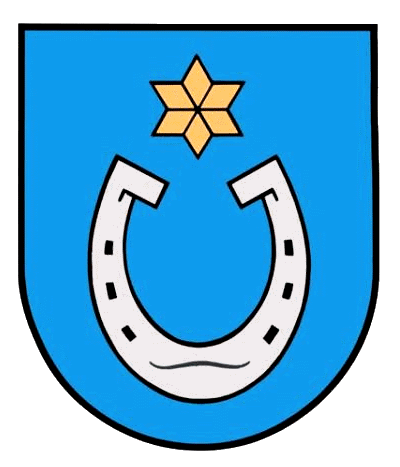
Rußheim
Schielberg[98]
Schluttenbach[99]
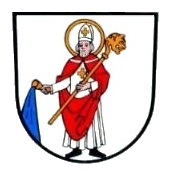
Schöllbronn
Sickingen[101]
Söllingen[102]
Spessart[103]
Spielberg[104]
Spöck[105]
Sprantal[106]
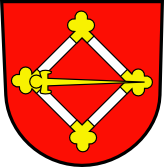
Staffort
Stettfeld[108]
Sulzbach[109]
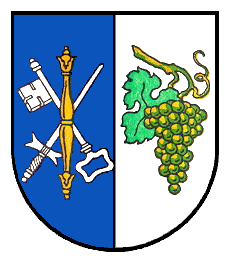
Tiefenbach
Ubstadt[111]
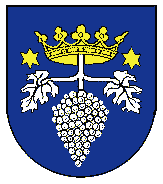
Untergrombach
Unteröwisheim[113]
Völkersbach[114]
Waghäusel[115]
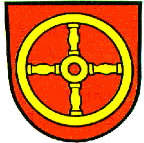
Waldprechtsweier
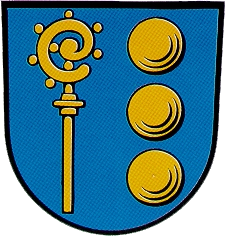
Weiher
Wiesental[118]
Wöschbach[119]
Wössingen[120]
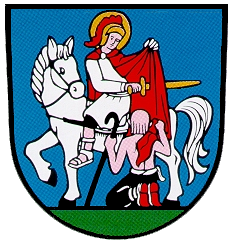
Zeutern

## Blasonierungen
1. ↑  Landkreis Karlsruhe: Im gevierten Schild 1. in Gold ein roter Schrägbalken, 2. in Blau ein geschliffenes silbernes Kreuz, 3. schräggerautet von Silber und Blau, 4. in Gold drei schrägliegende schwarze Hirschstangen.
2. ↑  Bretten: Von Silber und Blau senkrecht gerautet.
3. ↑  Bruchsal: In Blau ein durchgehendes geschliffenes silbernes Kreuz, im rechten Obereck eine silberne Kugel.
4. ↑  Ettlingen: Gespalten von Gold und Blau: vorne ein roter Schrägbalken, hinten ein schwebender silberner Zinnenturm.
5. ↑  Kraichtal: In Gold ein rotbewehrter schwarzer Doppeladler, belegt mit einem silbernen Herzschild, darin eine neunblättrige grünbesamte rote Rose mit neun grünen Kelchblättern.
6. ↑  Oberderdingen: In von Schwarz und Silber gespaltenem Schild oben rechtshin liegend ein Rebast mit drei Blättern und zwei Trauben in verwechselten Farben, darunter vorne fünf (2:1:2) silberne Kugeln, hinten ein blauer Rost (Griff nach unten).
7. ↑  Östringen: In Blau ein silberner Kesselring, darin ein goldener Stern.
8. ↑  Philippsburg: In durch einen silbernen Faden gespaltenem blauen Schild vorne ein durchgehendes, geschliffenes silbernes Kreuz, hinten eine silberne Lilie.
9. ↑  Rheinstetten: In Blau ein geschliffenes silbernes Kreuz, der obere Balken belegt mit einer goldenen Krone mit roten und grünen Juwelen.
10. ↑  Stutensee: In Gold über blauem Wellenschildfuß eine springende rote Stute.
11. ↑  Waghäusel: In gespaltenem Schild vorn in Gold eine rote Kapelle, hinten in Blau ein durchgehendes geschliffenes silbernes Kreuz.
12. ↑  Bad Schönborn: In Blau ein nach links versetzter zweistrahliger silberner Brunnen mit silberner Wasserfontäne, im rechten oberen Eck ein goldener Schild, darin ein blaugekrönter roter Löwenrumpf.
13. ↑  Dettenheim: In Blau unter erhöhtem silbernem Wellenbalken ein silbernes Hufeisen.
14. ↑  Eggenstein-Leopoldshafen: In gespaltenem Schild vorn in Gold ein rotes Hufeisen, hinten in Blau ein silbernes Atommodell.
15. ↑  Forst: In Blau auf grünem Boden die silbern gewandete heilige Barbara mit goldener Krone und goldenem Nimbus, in der Rechten einen roten Turm haltend, die Linke auf ein goldenes Schwert stützend.
16. ↑  Gondelsheim: In Rot auf grünem Schildfuß eine goldene Garbe.
17. ↑  Graben-Neudorf: In Blau ein schwebendes, gradarmiges silbernes Tatzenkreuz, dahinter zwei schräggekreuzte silberne Spaten (Grabscheite) mit schwarzen Stielen.
18. ↑  Hambrücken: In Blau ein durchgehendes, geschliffenes silbernes Kreuz, überdeckt mit einem roten Schild, darin ein goldenes Jagdhorn an silberner Schnur.
19. ↑  Karlsbad: In Blau vorn bis zur Schildmitte, am rechten Schildrand beginnend drei unten nach hinten gebogene und in einen Punkt des linken Schildrandes auslaufende silberne Pfähle, in der Schildmitte eine Schale in verwechselten Farben.
20. ↑  Karlsdorf-Neuthard: In gespaltenem Schild vorne in Gold schräg gekreuzt ein schwarzer Schiffshaken und ein schwarzes Ruder, überdeckt von einem schwarzen Kelch, hinten in Blau eine auffliegende silberne Ente mit goldenem Schnabel und goldenen Füßen.
21. ↑  Kronau: In Blau ein gestürzter, geschliffener, 5-strahliger silberner Stern unter einer schwebenden Krone.
22. ↑  Kürnbach: In Rot ein silberner Adlerfang.
23. ↑  Linkenheim-Hochstetten: In Blau mit goldenem Innenbord schräggekreuzt eine goldene Schifferstange und ein goldenes Ruder.
24. ↑  Malsch: In Blau eine gestürzte silberne Pflugschar.
25. ↑  Marxzell: In Rot ein geflügelter, schreitender goldener Löwe.
26. ↑  Oberhausen-Rheinhausen: In gespaltenem Schild vorne in Blau ein durchgehendes, geschliffenes, halbes silbernes Kreuz am Spalt, hinten in Gold ein mit Spitzen besetztes, achtspeichiges, halbes schwarzes Rad am Spalt.
27. ↑  Pfinztal: In geteiltem und oben gespaltenem Schild vorn in Gold ein roter Schrägbalken, hinten in Blau ein geschliffenes, silbernes Kreuz, unten in Blau ein silberner Brückenbogen an der Teilungslinie.
28. ↑  Sulzfeld: In Blau ein aus einer silbernen Wolke am vorderen Schildrand hervorbrechender nackter Rechtarm mit kurzem silbernem Ärmel, der eine goldene Ähre hält.
29. ↑  Ubstadt-Weiher: In gespaltenem Schild vorn in Blau ein geschliffenes, silbernes Kreuz, hinten in Silber ein roter Reichsapfel mit goldenem Kreuz und goldenen Beschlägen.
30. ↑  Waldbronn: In Blau ein silberner Wellenschrägbalken, begleitet oben von einer gestürzten goldenen Pflugschar, unten von einem linksgewendeten goldenen Mond mit Gesicht.
31. ↑  Walzbachtal: In gespaltenem Schild vorne in Rot eine goldene Eichel zwischen zwei goldenen Eichenblättern, hinten in Blau ein halbes geschliffenes silbernes Kreuz am Spalt.
32. ↑  Weingarten (Baden): In Silber an einem grünen Rebast mit zwei Blättern eine blaue Traube.
33. ↑  Zaisenhausen: In Blau das silberne Ortszeichen in Form eines Sesters.
34. ↑  Auerbach: In Silber ein blauer Wellenschrägbalken.
35. ↑  Bad Langenbrücken: In Rot ein von vier achtstrahligen goldenen Sternen in den Schildecken begleiteter goldener Haken [in Form eines seitenverkehrten Fragezeichens ohne den Punkt].
36. ↑  Bad Mingolsheim: In Blau eine silberne Muschel über zwei nebeneinanderliegenden, an den Außenseiten geöffneten silbernen Ringen.
37. ↑  Bahnbrücken: In Schwarz ein goldener Schwimmfuß.
38. ↑  Bauerbach: Im gespaltenen Schild vorn in Gold ein rotbewehrter und rot bezungter halber schwarzer Adler am Spalt, hinten in Rot eine aufrechte goldene Hacke.
39. ↑  Berghausen: In gespaltenem Schild vorne in Gold ein roter Schrägbalken, hinten in Silber aus dem linken Schildrand wachsend ein geharnischter schwarzer Arm, der ein rotes Tuch hält.
40. ↑  Blankenloch: In Rot eine goldene Sporenschnalle.
41. ↑  Bruchhausen: In Rot auf silbernem Ast eine silberne Taube.
42. ↑  Büchenau: In geteiltem Schild oben in Gold eine rote Waage, unten in Rot ein liegendes goldenes Tabakblatt.
43. ↑  Büchig bei Blankenloch: In Silber auf grünem Boden eine grüne Buche mit schwarzem Stamm.
44. ↑  Büchig bei Bretten: In Blau ein silbernes Hufeisen.
45. ↑  Burbach: In gespaltenem Schild vorne in Rot eine gestürzte goldene Pflugschar, hinten in Silber eine blau besamte rote Rose mit grünen Kelchblättern.
46. ↑  Busenbach: In gespaltenem Schild vorne in Gold ein roter Schrägbalken, hinten in Blau eine gestürzte silberne Pflugschar, darunter ein silbernes Mühlrad.
47. ↑  Diedelsheim: In Blau eine springende Forelle.
48. ↑  Dürrenbüchig: In Silber auf grünem Dreiberg eine dürre schwarze Buche.
49. ↑  Eggenstein: In Rot ein goldenes Hufeisen.
50. ↑  Eichelberg: In Silber ein grüner Eichenzweig mit einer aufrechten Eichel.
51. ↑  Ettlingenweier: In Silber ein blauer Abtsstab, beiderseits begleitet von je einer fünfblättrigen roten Rose mit blauem Butzen und grünen Kelchblättern.
52. ↑  Etzenrot: In Rot ein abnehmender goldener Halbmond mit Gesicht.
53. ↑  Flehingen: In Schwarz fünf (2:1:2) silberne Kugeln.
54. ↑  Forchheim: In Blau ein durchgehendes geschliffenes silbernes Kreuz, überdeckt von zwei schräggekreuzten goldenen Abtsstäben.
55. ↑  Friedrichstal: In Rot der goldene lateinische Großbuchstabe F, darüber schwebend eine silberne Krone mit goldenem Beschläg und rotem Futter.
56. ↑  Gochsheim: In Silber eine rote Rose mit blauem Butzen und grünen Kelchblättern.
57. ↑  Gölshausen: In Silber das schwarze Ortszeichen (in der Art des Großbuchstabens P).
58. ↑  Graben: In Silber zwei schräggekreuzte blaue Spaten mit schwarzem Stiel, begleitet oben und unten von je einem schwarzen Hufeisen, das untere gestürzt.
59. ↑  Heidelsheim: In Gold ein rot bewehrter schwarzer Adler.
60. ↑  Helmsheim: Unter von Blau und Silber schräggerautetem Schildhaupt in Rot ein goldenes Kleeblatt.
61. ↑  Hochstetten: In Blau eine goldene Spornschnalle [in Form eines Halbrundschilds].
62. ↑  Huttenheim: In Blau zwei silberne pfahlweise abgewendete Salme über einer silbernen Muschel.
63. ↑  Ittersbach: In geviertem Schild Feld 1 und 4 in Gold ein roter Schrägbalken, Feld 2 in Rot ein schräglinks aus dem rechten unteren Eck wachsender goldener Krummstab mit Pannisellus, Feld 3 in Gold drei liegende schwarze Hirschstangen.
64. ↑  Jöhlingen: In Blau ein geschliffenes silbernes Kreuz, belegt mit einem goldenen Herzschild, darin ein grüner Ast mit einer zwischen zwei Blättern herabhängenden Eichel.
65. ↑  Karlsdorf: In gespaltenem Schild vorne in Gold zwei gekreuzte schwarze Fischerhaken, belegt mit einem schwarzen Kelch, hinten in Blau auf grünem Boden ein springendes silbernes Pferd.
66. ↑  Kirrlach: In Grün ein aufrechtes, nach rechts gewendetes silbernes Beil mit schwarzem Stiel.
67. ↑  Kleinsteinbach: In Rot zwei schräggekreuzte silberne Lilienstäbe.
68. ↑  Landshausen: In Blau der heilige Martin in goldener Rüstung auf einem schreitenden, rotgezäumten silbernen Ross, mit silbernem Schwert den roten Mantel für den Bettler teilend; dieser mit rotem Lendentuch unten sitzend.
69. ↑  Langensteinbach: In Blau eine gestürzte silberne Pflugschar.
70. ↑  Leopoldshafen: In Silber auf blauem Wasser ein schwarzes Segelschiff mit blauem Segel und rotem Wimpel, im Heck ein rotgekleideter Mann mit rotem Hut und schwarzem Ruder.
71. ↑  Liedolsheim: In Blau ein silberner Balken, darauf aufsitzend ein silberner Sparren mit rotem Nagel, unten ein gestürztes silbernes Hufeisen.
72. ↑  Linkenheim: In Rot schräggekreuzt eine goldene Schifferstange und ein goldenes Ruder, darüber schwebend eine goldene Pflugschar.
73. ↑  Menzingen: In Silber ein vierspeichiges, achtschaufeliges schwarzes Mühlrad.
74. ↑  Mörsch: In Blau ein durchgehendes geschliffenes silbernes Kreuz, belegt mit einem roten Herzschild, darin zwei schräggekreuzte goldene Fische.
75. ↑  Münzesheim: In Gold ein rotes Herz, belegt mit einem silbernen Ring.
76. ↑  Mutschelbach: In Silber ein blauer Wellenschrägbalken, oben und unten begleitet von je einer fünfblättrigen roten Rose mit blauem Butzen und grünen Kelchblättern.
77. ↑  Neibsheim: In Silber ein grünes Kleeblatt.
78. ↑  Neuburgweier: In Blau eine mit roten und grünen Steinen besetzte goldene Krone, durch die drei gekreuzte silberne Pfeile gesteckt sind.
79. ↑  Neudorf: In Blau ein schwebendes, geradarmiges silbernes Tatzenkreuz, bewinkelt mit vier achtstrahligen goldenen Sternen.
80. ↑  Neuenbürg: In Silber auf blauem Boden zwei einander zugewandte aufgerichtete schwarze Löwen, eine blaue Weintraube mit grünem Stiel haltend.
81. ↑  Neureut: In gespaltenem Schild eine Haspe in verwechselten Farben. Vorne in Rot auf Gold, hinten in Gold auf Rot.
82. ↑  Neuthard: In Blau auf grünem Schildfuß eine nach rechts auffliegende silberne Ente mit goldenem Schnabel und goldenen Füßen, darüber ein sechsstrahliger goldener Stern.
83. ↑  Oberacker: Unter goldenem Schildhaupt, darin eine liegende schwarze Hirschstange, in Silber eine fünfblättrige rote Rose mit blauem Butzen und grünen Kelchblättern.
84. ↑  Oberderdingen (bis 1982): In von Schwarz und Silber gespaltenem Schild oben ein Rebzweig mit zwei Trauben und drei Blättern in verwechselten Farben, darunter vorne eine silberne Albe, hinten ein aufrechter blauer Rost.
85. ↑  Obergrombach: In Blau auf roter Mondsichel stehend die von goldenem Strahlenkranz umgebene, rot gekleidete und golden gekrönte Madonna, das golden nimbierte Jesuskind auf der Linken, in der Rechten ein goldenes Zepter.
86. ↑  Obermutschelbach: In Silber ein blauer Wellenbalken, oben und unten begleitet von je einer fünfblättrigen roten Rose mit blauem Butzen und grünen Kelchblättern.
87. ↑  Oberöwisheim: In Silber an grünem Stiel mit zwei grünen Blättern eine grüne Weintraube.
88. ↑  Oberweier: In Rot eine gestürzte goldene Pflugschar, beseitet von zwei silbernen Kleeblättern.
89. ↑  Odenheim: In Blau der silbern gekleidete hl. Michael mit silbernen Flügeln, goldenem Helm und goldenem Nimbus auf einem goldenen Drachen stehend, in der Rechten ein schwarzes Schwert, in der Linken eine schwarze Waage haltend.
90. ↑  Pfaffenrot: In Gold auf blauem Vierberg ein schreitender, rot gekrönter, blau bezungter roter Löwe.
91. ↑  Philipsburg (altes Wappen):
92. ↑  Reichenbach: In Blau ein silberner Balken.
93. ↑  Rheinhausen: In Rot ein [mit dem Griff abwärts weisender] goldener Rost.
94. ↑  Rheinsheim: In gespaltenem Schild vorne von Silber und Blau im Wellenschnitt geteilt, unten zwei schwimmende silberne Fische übereinander, hinten in Gold ein schwarzer Anker.
95. ↑  Rinklingen: In von Silber und Blau schräglinks gerautetem Schild das rot gefütterte goldene Ortszeichen (in Form eines Sesters).
96. ↑  Ruit: In Rot ein blauer Reichsapfel mit goldenem Beschläg und Kleeblattkreuz.
97. ↑  Rußheim: In Blau ein gestürztes silbernes Hufeisen, darüber ein goldener Stern.
98. ↑  Schielberg: In Silber auf grünem Boden eine grüne Tanne.
99. ↑  Schluttenbach: In gespaltenem Schild vorn in Gold ein roter Schrägbalken, hinten in Blau das silberne Ortszeichen (in der Form eines Kettenglieds).
100. ↑  Schöllbronn: In Silber der golden nimbierte heilige Bonifatius in silbernem Gewand, rotem Umhang und mit golden besetzter Mitra, in der Linken einen goldenen Krummstab haltend, in der Rechten aus einem goldenen Kelch blaues Wasser gießend.
101. ↑  Sickingen: In Schwarz ein goldener Schwanenrumpf, begleitet von vier (2:2) silbernen Kugeln.
102. ↑  Söllingen: In Silber das rote Dorfzeichen (ein Kreuz mit tiefgesetztem Querbalken, auf seiner Spitze ein Winkel mit abwärts gekehrten Schenkeln).
103. ↑  Spessart: In Rot ein schwebender gestürzter goldener Sparren, darüber ein dreiblättriges silbernes Kleeblatt.
104. ↑  Spielberg: In Rot ein goldener Schwimmfuß.
105. ↑  Spöck: In Gold das rote Ortszeichen in Form eines am Fußende gespaltenen Großbuchstabens T, darüber ein schwebender blauer Sparren.
106. ↑  Sprantal: In Schwarz auf grünem Schildfuß, worin ein durchgehender silberner Steg, von zwei goldenen Bergen gesäumtes silbernes Wasser; von einem Berg zum anderen schreitend ein rot bezungter goldener Löwe.
107. ↑  Staffort: In Rot eine silberne Schnalle mit goldenen Beschlägen und goldenem Dorn.
108. ↑  Stettfeld: In Blau aus einem silbernen Ast wachsend das goldene Dorfzeichen (ein Küferschlegel) zwischen zwei golden besamten silbernen Blumen mit grünen Kelchblättern, darüber schwebend zwei sechsstrahlige goldene Sterne.
109. ↑  Sulzbach: In Blau ein gestürztes silbernes Pflugsech.
110. ↑  Tiefenbach: In gespaltenem Schild vorne in Blau schräggekreuzt ein silberner Schlüssel und ein silbernes Schwert, die Kreuzung überdeckt durch ein goldenes Zepter, hinten in Silber eine grüne am Blattstiel hängende Traube.
111. ↑  Ubstadt: In Blau ein roter Reichsapfel mit goldenem Beschläg und goldenem Kreuz.
112. ↑  Untergrombach: In Blau eine silberne Traube mit zwei Blättern, darüber eine goldene Krone, begleitet von zwei goldenen Sternen.
113. ↑  Unteröwisheim: In Blau ein linksgewendeter goldener Hasenkopf, hinterlegt mit einem schräglinken goldenen Abtsstab.
114. ↑  Völkersbach: In Silber auf grünem Boden eine schwarz gekleidete Nonne, in der Rechten ein aufgeschlagenes rotes Buch haltend; im linken Obereck ein goldener Schild, darin drei rote Balken.
115. ↑  Waghäusel (altes Wappen): In Silber drei blaue Zuckerhüte nebeneinander, der mittlere etwas erhöht.
116. ↑  Waldprechtsweier: In Rot ein vierspeichiges goldenes Rad.
117. ↑  Weiher: In Blau ein goldener Bischofsstab, daneben drei goldene Kugeln übereinander.
118. ↑  Wiesental: In Blau ein silbernes Herz.
119. ↑  Wöschbach: In Blau ein geschliffenes silbernes Kreuz, belegt mit einem roten Herzschild, darin das goldene Ortszeichen (ein doppelter Kreis, aus dessen Mittelpunkt nach oben hinausragend ein Pfeil).
120. ↑  Wössingen: In gespaltenem Schild vorne in Gold ein roter Schrägbalken, hinten in Blau ein halbes geschliffenes silbernes Kreuz am Spalt.
121. ↑  Zeutern: In Blau auf grünem Boden der silbern gekleidete, golden nimbierte hl. Martin mit goldenem Helm und rotem Helmbusch auf einem schreitenden, schwarz gezäumten silbernen Pferd, mit goldenem Schwert in seiner Rechten den roten Mantel teilend; vor ihm kniend der Bettler mit schwarzer Hose und schwarzer Krücke in der Linken.